# Friedrich II. (Sachsen)

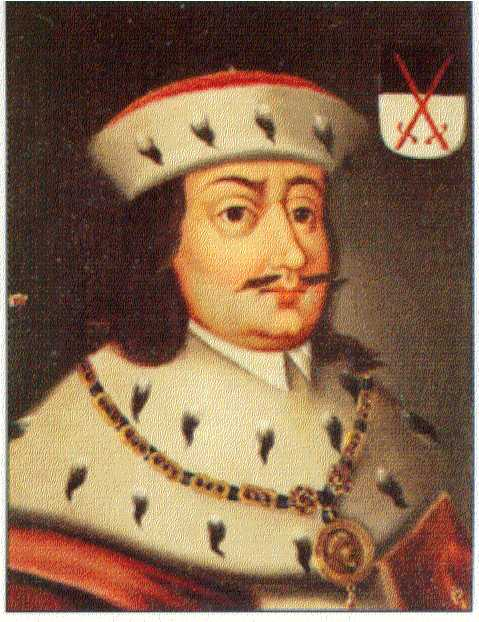
Kurfürst Friedrich II. von Sachsen, genannt der Sanftmütige

Friedrich II. der Sanftmütige (* 22. August 1412 in Leipzig; † 7. September 1464 ebenda) aus dem Haus Wettin war vom 4. Januar 1428 bis zu seinem Tod Kurfürst von Sachsen, Herzog von Sachsen-Wittenberg und Markgraf von Meißen sowie (von 7. Mai 1440 bis 1445) Landgraf von Thüringen.

## Leben

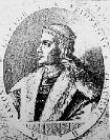
Friedrich der Sanftmütige

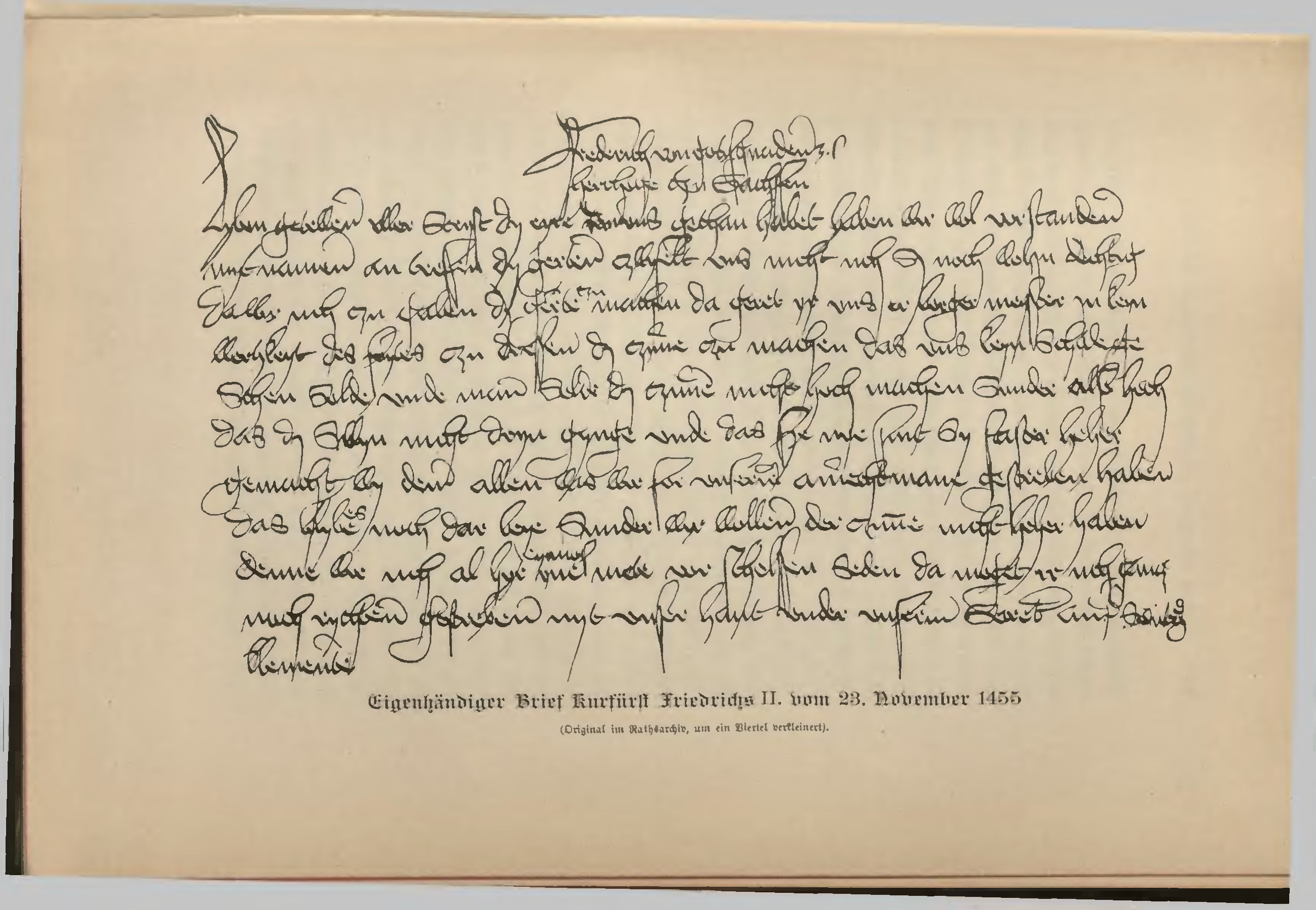
Eigenhändiger Brief Kurfürst Friedrich II. vom 23. November 1455

Friedrich war der älteste Sohn von Herzog und Kurfürst Friedrich I. (1370–1428) und dessen Frau Katharina von Braunschweig-Lüneburg (1395–1442), Tochter des Herzogs Heinrich I. Nach dem Tod des Vaters übernahm er gemeinsam mit seinen Brüdern Wilhelm III., Heinrich und Sigismund die Regierung.
Er vermählte sich am 3. Juni 1431 mit Margaretha, Tochter des Erzherzogs Ernst I. von Österreich. Als Ausgleich für das ihr zustehende Leibgedinge errichtete der Kurfürst seiner Gemahlin 1456 die Münzstätte Colditz und gestattete ihr, dort eigene Münzen, die sogenannten Margarethengroschen, prägen zu lassen. Zuvor hatte er bereits der Stadt Wittenberg die Prägung städtischer Münzen (Heller) in ihrer Münzstätte genehmigt.
1433 schlossen die Wettiner Frieden mit den Hussiten.

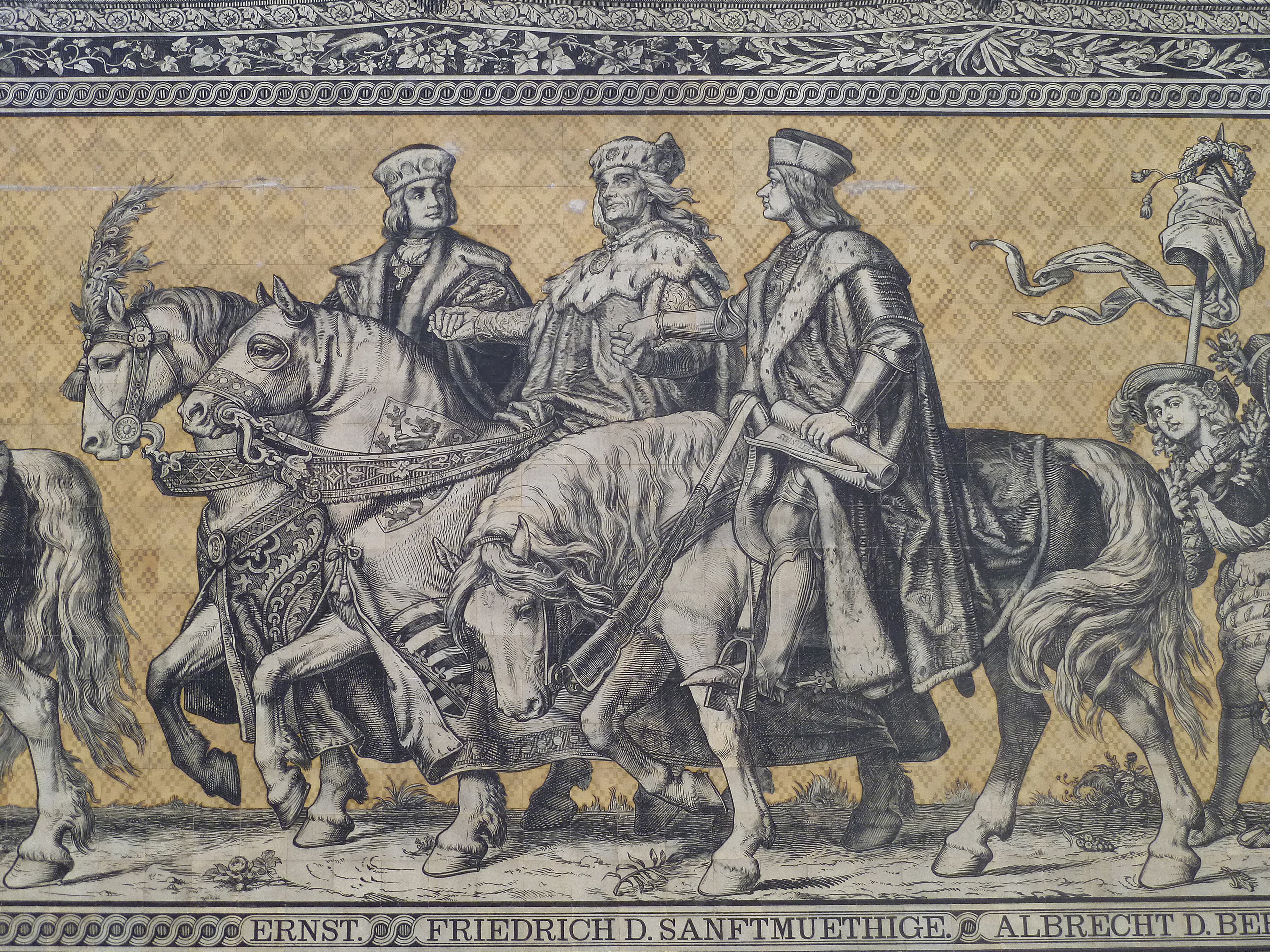
Ernst (1464–1513), Friedrich der Sanftmütige (1412–1464) und Albrecht der Beherzte (1443–1500) auf dem Fürstenzug, Dresden

Die Zusammenkunft der Stände 1438 gilt als der erste Landtag Sachsens. Sie erhielten das Recht, sich bei Neuerungen im Steuerwesen auch ohne Einberufung durch den Herrscher zusammenzufinden. Ab 1466 mussten sie auch bei Entscheidungen über Krieg und Frieden gehört werden. 
Der Kurfürst führte mit hochwertigen sogenannten Judenkopfgroschen 1441 erstmals eine Doppelwährung, bestehend aus Oberwähr und Beiwähr (z. B. Schwertgroschen) ein, die allerdings nicht zum erhofften Erfolg führte. Im Jahr 1451 ließ er die Leipziger Münze wiedererrichten und zwischen 1454 und 1461 die ersten sächsischen Goldmünzen (Goldgulden) prägen.
Mit dem Tod Friedrichs des Friedfertigen im Jahr 1440 kam Thüringen wieder zum Kurfürstentum. Nachdem Heinrich und Sigismund als Mitregenten ausgeschieden waren, teilten Friedrich und Wilhelm den Besitz auf. In der Altenburger Teilung 1445 erhielt Wilhelm III. den thüringischen und fränkischen Teil, Friedrich den Ostteil des Kurfürstentums. Die Bergwerke blieben gemeinsamer Besitz.
Wilhelm III. trennte sich von seinem Bruder Friedrich II. und übernahm die selbständige Regentschaft im Land Thüringen. Die bisher in brüderlicher Gemeinschaft durchgeführten Münzprägungen wurden beendet. Kurfürst Friedrich II. nahm die Sangerhäuser Münze, die seit dem Tod Balthasars geschlossen war, wegen der Alleinprägung seines Bruders Wilhelm in Jena von etwa 1445 bis 1449 wieder in Betrieb. Die Streitigkeiten wegen der Verteilung führten 1446 zum Sächsischen Bruderkrieg, der erst am 27. Januar 1451 mit dem Frieden von Naumburg ein Ende fand. Im Vertrag von Eger legten im Jahr 1459 Kurfürst Friedrich, Herzog Wilhelm von Sachsen und der König Georg von Podiebrad von Böhmen die Grenze zwischen Böhmen und Sachsen auf der Höhe des Erzgebirges und der Mitte der Elbe fest, die noch heute größtenteils gültig ist. Sie gehört somit zu den ältesten noch bestehenden Grenzen Europas.
Nach dem Tod Friedrichs II. 1464 übernahmen seine beiden Söhne Ernst und Albrecht zunächst gemeinsam die Regierung. Nachdem 1482 Herzog Wilhelm III. gestorben war, fiel Thüringen an das Kurfürstentum Sachsen zurück.

## Nachkommen
Aus der Ehe gingen acht Kinder hervor:
- Amalia (* 4. April 1436 in Meißen; † 19. November 1501 Rochlitz) ⚭ 21. Februar 1452 Herzog Ludwig IX. von Bayern-Landshut (* 23. Februar 1417; † 18. Januar 1479)
- Anna (* 7. März 1437 in Meißen; † 31. Oktober 1512 Neustadt an der Aisch) ⚭ 12. November 1458 Albert III. Achilles, Kurfürst von Brandenburg
- Frederick (* 28. August 1439 in Meißen; † 23. Dezember 1451)
- Ernst (* 24. März 1441 in Meißen; † 26. August 1486 in Colditz) ⚭ Elisabeth von Bayern (1443–1484), Tochter von Herzog Albrecht III. (Bayern) (1401–1460)
- Albrecht (* 31. Juli 1443 in Grimma; † 12. September 1500 in Emden) ⚭ Zedena (Sidonie von Böhmen) (1449–1510), Tochter von Georg von Podiebrad (1420–1471)
- Margarete (* 1444 in Meißen; † ca. 19. November 1498 in Seußlitz?), Äbtissin in Seußlitz
- Hedwig (* 31. Oktober 1445 in Meißen; † 13. Juni 1511 in Quedlinburg), Äbtissin in Quedlinburg (1458–1511)
- Alexander (* 24. Juni 1447 in Meißen; † 14. September 1447, Meißen)